# Bitka za Vukovar
Bitka za Vukovar je ime za 87-dnevni spopad med vojsko JLA in srbskimi enotami na eni strani ter hrvaško policijo in hrvaško vojsko na drugi strani za strateško pomembno mesto Vukovar, ki leži ob hrvaško-srbski meji. Bitka se je začela 25. avgusta 1991 in se po silovitih bojih končala 18. novembra 1991 z zmago JLA in srbskih paravojaških enot. Srditi boji pred mestom in kasneje tudi v samem mestu so terjali veliko žrtev. Svetovni analitiki so po končani vojni izračunali, da je na vsak kvadratni kilometer mesta v času bitke padlo okoli 5000 raznovrstnih bomb, raket, granat ter ostalih projektilov. Po padcu mesta so srbski prostovoljci in paravojaške enote mesto oplenili vseh dobrin in vrednih predmetov. Prav tako je večinsko hrvaško prebivalstvo moralo zapustiti svoje domove, prišlo pa je tudi do prvih vojnih zločinov. Mnogo moških, ki so preživeli spopad, so odpeljali v koncentracijska taborišča. V javnosti pa je predvsem odmeval vojni zločin, v katerem so srbski borci zverinsko umorili hrvaške ranjene borce, ki so se zdravili v mestni bolnišnici. Padec mesta je bil zelo hud udarec za Hrvaško, za Srbijo pa je imel izredno velik simboličen pomen. Vendar pa zavzetje mesta ni opravičilo izgub, ki jih je pri tem utrpela JLA. Po končani bitki je poveljnik hrvaških sil v Vukovarju Mile Dedaković »Jastreb« za padec mesta obtožil predsednika Franja Tuđmana, češ da je načrtno zavlačeval z oskrbo mesta z orožjem in zdravili, njegov padec pa izkoristil za lastno propagando in kasnejše vojaške operacije v Kninski krajini. Med preživelimi borci je krožila tudi naslednja zgodba: V zadnjih dneh boja so si hrvaški borci skrbno spravili dva naboja; enega zase, drugega pa za predsednika Franja Tuđmana!

## Seznam konfliktov
- slovenska osamosvojitvena vojna
- domovinska vojna (hrvaška osamosvojitvena vojna)
  - Bitka za Dalmacijo
  - Bitka za Vukovar
  - Obleganje Dubrovnika
  - Raketni napad na Zagreb
- bošnjaška vojna
  - Obleganje Sarajeva
  - Bitka za Mostar
- kosovska vojna
- makedonska državljanska vojna